# Rupia pakistana
La rupia pakistana è l'unità di valuta del Pakistan. 
Sulla banconota pakistana è raffigurato Mohammad Ali Jinnah che è stato governatore generale del Pakistan nel 1947-1948 ed è considerato il "padre fondatore" del Pakistan.

## Storia
Le origini del termine "rupia" sono da cercarsi nel vocabolo sanscrito rūp o rūpā, che significa "argento" in molte lingue indoarie. La parola sanscrita rūpyakam significa moneta d'argento. La parola derivata Rūpaya, usata per indicare la moneta, fu introdotta da Sher Shah Suri durante il suo regno, dal 1540 al 1545.
La rupia pakistana entrò in circolazione quando la nazione raggiunse l'indipendenza dall'India, nel 1947. Per i primi mesi dopo l'indipendenza, il Pakistan utilizzò monete e banconote indiane con la scritta "Pakistan" stampata su di esse. Le nuove monete e banconote furono create nel 1948. Al pari della Rupia indiana, essa era originariamente suddivisa in 16 anna, divisi a loro volta in 4 pice o 12 pies. La valuta adottò il sistema decimale nel 1961, con la rupia suddivisa in 100 paise (singolare paisa).